# Renew Democracy Initiative
Renew Democracy Initiative (RDI, укр. Ініціатива «Відродимо демократію») — непартійна некомерційна організація, місія якої полягає в тому, щоб «викривати та протистояти альянсу диктаторів, які загрожують свободі у світі, а також надихати людей у США та інших вільних країнах цінувати й захищати власні демократії». Визначаючи себе як «організацію з адвокації», RDI займається такими видами діяльності, як публікація освітнього відеоконтенту та письмових коментарів, взаємодія з політиками та надання прямої гуманітарної допомоги.
Організація була заснована у 2017 році колишнім чемпіоном світу з шахів і російським опозиціонером Гаррі Каспаровим. Пропагуючи надпартійний політичний підхід, керівництво організації складається з публічних осіб із різноманітними ідеологічними поглядами, серед яких, зокрема, Каспаров, Лінда Чавес, генерал Бен Годжес, підполковник Александр Віндман, генерал Стенлі МакКрістал, Енн Епплбом, Брет Стівенс і Вільям Крістол.

## Історія
Гаррі Каспаров заснував RDI у 2017 році через кілька місяців після президентських виборів у США 2016 року. Він об’єднав понад 120 відомих діячів центристсько-лівої та центристсько-правої орієнтації, серед яких знаменитості, політики та громадські інтелектуали, навколо декларації спільних цінностей.
Понад 120 видатних мислителів і лідерів підписали Декларацію цінностей RDI, у якій викладено принципи, які, на думку організації, є основою американської демократії. Серед підписантів були Дамбіза Мойо, Скотт Тюроу, Ларрі Девід, Стівен Фрай, Хосе Марія Аснар, Норман Фостер, Натан Щаранський, Маріо Варгас Льоса, Брет Стівенс і Вільям Крістол.
У жовтні 2018 року RDI випустила свою першу публікацію під назвою Fight for Liberty. Натхненна Федералістськими статтями, книга містить збірку есе від авторів, чиї погляди відповідають місії та цінностям RDI. В огляді Kirkus Reviews зазначалося: «Найсильнішою стороною цієї корисної збірки є глибина і широта її опозиції до нашої нинішньої неліберальної атмосфери… Цінне доповнення до літератури демократичного спротиву».
У 2021 році RDI запустила програму Frontlines of Freedom (FOF) у партнерстві з CNN в рамках серії «Voices of Freedom», що висвітлювала історії дисидентів, які підтримують демократію. Наразі FOF об’єднує понад 100 дисидентів із близько 40 країн і різних ідеологій, які поділяють основні принципи свободи. Ця програма дає змогу дисидентам виступати перед студентами, державними посадовцями, бізнес-лідерами та ширшою аудиторією, розповідаючи про загрози, що походять від мережі авторитарних лідерів, важливість американського лідерства та способи протидії викликам для демократії у світі. Університет Джонса Гопкінса, партнер RDI у цій програмі, описав діяльність її учасників як «попереджувальний сигнал американцям щодо крихкості їхніх власних демократичних основ».
Починаючи з 2022 року, після російського вторгнення в Україну, матеріальна та політична підтримка України стала центральною складовою діяльності RDI. Організація повідомляє, що між лютим 2022 року та початком 2024 року вона доставила понад 12 мільйонів доларів гуманітарної допомоги у прифронтові регіони. Після нападу ХАМАС на Ізраїль у жовтні 2023 року RDI також зосередилася на боротьбі з «дезінформацією, пропагандою та маніпуляціями, що поширюються в Америці після подій 7 жовтня».

## Проєкти

### Frontlines of Freedom та діяльність у кампусах
Восени 2021 року RDI у співпраці з CNN запустила серію Voices of Freedom (Голоси свободи), яка висвітлювала погляди іноземних політичних дисидентів на американську демократію. Особистий шлях засновника та голови RDI Гаррі Каспарова, який пройшов шлях від чемпіона світу з шахів до російського політичного діяча та активіста за демократію в США, є лише одним із прикладів. «Голоси Свободи» стали основою для програми «Фронти Свободи» (FOF), мету якої RDI описує як розповідь історій політичних дисидентів, щоб «нагадати тим із нас, хто живе у Вільному світі, наскільки надихаючими є наші демократії і як важливо їх захищати».
Програма Frontlines of Freedom (FOF) розширилася до багатьох проєктів, серед яких: міжсеместровий курс, який щорічно викладається в Університеті Джонса Гопкінса з 2022 року; виступи дисидентів у таких університетах, як Університет Пенсільванії, Університет Пурдю, Дартмутський коледж, Університет Джонса Гопкінса та Єльський університет; програми перебування дисидентів у резиденціях університетів; стипендія Global Democracy Ambassador Scholarship (Глобальний посол демократії); створення письмових і відеоматеріалів, які підсилюють голоси дисидентів у суспільному дискурсі.
У листопаді 2023 року RDI провела свою першу щорічну конференцію Frontlines of Freedom, присвячену обговоренню транскордонних репресій. Захід було організовано у співпраці з Freedom House, Університетом Джонса Гопкінса, American Enterprise Institute, Foundation for Individual Rights and Expression, PEN America та Президентським центром Джорджа Буша-молодшого.
За словами організації, конференція «об’єднала понад 100 продемократичних дисидентів, лідерів НУО, політичних діячів, бізнесменів і журналістів для обговорення переслідувань активістів у вигнанні урядами їхніх країн». У рамках програми учасники проходили тренінги та брали участь у панельних дискусіях.

### Відеоконтент і медіа
RDI створила широкий спектр відеоконтенту, зокрема: геополітичні дискусії за участю відставних військових посадовців, таких як Бен Ходжес і Стенлі МакКрістал; сатиричний контент, спрямований на таких осіб, як Скотт Ріттер, Джексон Хінкл і Тулсі Габбард; інтерв’ю у форматі «на вулиці».
Окрім відеоконтенту, RDI випускає щотижневу розсилку під назвою The Democracy Brief, яка містить письмові коментарі щодо актуальних подій від співробітників RDI та інших учасників її мережі.

### Гуманітарна допомога Україні та адвокація
У 2022 році RDI стала відомою завдяки своїм зусиллям мобілізувати підтримку з боку західних демократичних країн для України після вторгнення Росії у 2022 році. Організація публікувала статті в провідних медіа та створила серію відеоматеріалів про війну в Україні. З лютого 2022 року RDI надала Україні гуманітарну допомогу на суму понад $12 мільйонів, з яких $5 мільйонів було виділено у 2023 році. Станом на початок 2024 року допомога включає 143 135 сухих пайків (MRE), 37 070 спальних мішків, медичні засоби на суму $1 030 445 і 8 установок для фільтрації води.
RDI також організувала низку адвокаційних кампаній на підтримку України. У травні 2023 року RDI організувала делегацію американських журналістів до України, що призвело до висвітлення подій у The New York Times, The Washington Post, The Atlantic та інших виданнях.
У 2023 році RDI замовила звіт, підготовлений експертом з конституційного права Лоуренсом Трайбом та юридичною фірмою Kaplan, Hecker & Fink, щодо конфіскації та передачі заморожених активів Центрального банку Росії Україні. У звіті під назвою Making Putin Pay зазначалося, що «Сполучені Штати та їхні союзники мають необхідну юридичну підставу і моральний обов’язок покарати Росію за її жорстокість і незаконні дії шляхом передачі суверенних активів Росії Україні». Цей звіт був процитований у The Washington Post, The New York Times, The Atlantic та у свідченнях перед Конгресом США. Після публікації Making Putin Pay, RDI виступила за ухвалення закону REPO for Ukrainians Act, який підтверджує повноваження президента передавати заморожені російські активи Україні. Після схвалення цього закону Комітетом Сенату з міжнародних відносин сенатори Джим Ріш і Шелдон Вайтгаус процитували заяву голови RDI Гаррі Каспарова, де зазначалося: «RDI наполягає, що президент Байден має беззаперечне право передати російські активи, що перебувають у Сполучених Штатах, як чітко пояснено у незалежному дослідженні Making Putin Pay».
Восени 2023 року RDI організувала делегацію британських консерваторів до США на чолі з колишньою прем’єр-міністеркою Великої Британії Ліз Трасс для інформування республіканців у Конгресі про важливість захисту України з консервативної точки зору.
Влітку 2024 року RDI запустила кампанію German Responsibility Campaign, спрямовану на те, щоб чинити тиск на уряд Німеччини з метою надання додаткової військової допомоги Україні, зокрема крилатих ракет Taurus. Кампанія включала петицію, персональне відеозвернення Гаррі Каспарова до канцлера Олафа Шольца, рекламу на повну сторінку в газеті Bild і статтю Каспарова в Die Welt.

### Герої Демократії
RDI щороку проводить гала-вечір у Нью-Йорку, щоб вшанувати «тих, хто невпинно боровся за захист демократії». Серед лауреатів премії Heroes of Democracy були: Міністр закордонних справ України Дмитро Кулеба, Сенатор Джон Феттерман, Конгресмен Адам Кінзінгер, Прем’єр-міністерка Естонії Кая Каллас, виборники штату Джорджія Рубі Фрімен і Шей Мосс.

## Лідерство та особистості
Уріель Епштейн є генеральним директором RDI. Гаррі Каспаров обіймає посаду голови організації, а Лінда Чавес — заступниці голови.
До Ради директорів RDI входять Ігор Кірман, Бен Ходжес і Олександр Віндман.
Консультативна рада організації включає: Енн Епплбаум, Білла Крістола, Брета Стівенса, Дена Бентона, Кетрін Чапін, Даніеля Гурвіца, Еріка Вульфа, Карла-Теодора цу Гуттенберга, Лізу Берг, Люсі Колдвелл, Макса Бута, Марка Ласвелла, Рейчел Віндман, Ріну Шах, генерала Стенлі Маккрістала та Вітні Харінг-Сміт.